# Umberto Saba
Pour les articles homonymes, voir Saba (homonymie).
Œuvres principales
Il Canzoniere, Ernesto
Umberto Saba, pseudonyme d'Umberto Poli, né le 9 mars 1883 à Trieste, alors sous l'Empire austro-hongrois, et mort le 25 août 1957 à Gorizia, en Italie, était un écrivain et poète italien de la première moitié du XXe siècle.

## Biographie
Umberto Saba est né d'une mère juive, Felicita Rachele Cohen, dont la famille faisait traditionnellement du commerce dans le ghetto de Trieste et d'Ugo Edoardo Poli, agent de commerce d'une famille vénitienne noble. Edoardo s'était converti au judaïsme pour épouser Rachele, mais abandonna la confession juive avant la naissance de leur premier enfant.

### Les premières années
Saba vit une enfance mélancolique, marquée par l'absence paternelle. Il est élevé pendant quelques années par une nourrice slovène : Beppa Sabaz, qui, ayant perdu un enfant, reporte sur Umberto toute son affection. Il l'appellera plus tard la madre gioia (la mère joie). Quand sa mère le reprend avec elle, le poète connaît son premier traumatisme qu'il décrit partiellement en 1926 dans le recueil de poésies Il Piccolo Berto.
Il commence à étudier de façon irrégulière au lycée Dante Alighieri pour ensuite entrer à l'Académie impériale de Commerce et de Nautique qu'il quittera en milieu d'année. À cette époque, il cultive une passion pour la musique. Ses tentatives pour apprendre le violon sont un échec, tandis que la composition de ses premiers poèmes, qu'il signe Umberto Chopin Poli, ainsi que ses premiers écrits, donnent de bons résultats. Il écrit surtout sur Pétrarque. 
En 1903, il se rend à Pise pour fréquenter l'université. Pendant l'été 1904, à cause d'une dispute avec son ami pianiste Chiesa, il tombe dans une profonde dépression et décide de retourner à Trieste. Le 14 juillet 1905 paraît dans le quotidien triestin Il Lavoratore un article sur ses expériences réalisées pendant un voyage à pied au Monténégro. C'est à cette période qu'il fréquente le café Rossetti, lieu historique de rencontre pour les jeunes intellectuels, où il rencontre le futur poète Giotti. Au cours d'un de ses rares retours dans sa famille il fait la rencontre de Carolina Wölfer, la « Lina » de ses poèmes, qu'il épousera par la suite. Étant citoyen italien, bien qu'habitant dans l'Empire austro-hongrois, il part pour le service militaire à Salerne en 1907. Il tire de cette expérience Les Vers militaires. Il épouse Lina le 28 février 1908, selon la tradition juive. Leur fille Linuccia voit le jour un an plus tard.

### Les premiers écrits
En 1911, il publie sous le pseudonyme de Umberto Saba son premier recueil de poésie, préfacé par Silvio Benco. En 1912, suit le recueil Avec mes yeux, désormais connu comme Trieste et une femme. L'origine de son pseudonyme n'est pas sûre, mais il est suggéré qu'il soit une référence et un hommage à sa nourrice. En mai 1912, il déménage à Bologne, où il collabore au quotidien Il Resto del Carlino et, en février 1914, à Milan, où il devient le gérant du café du Théâtre Eden.
Quand la Première Guerre mondiale éclate, il est appelé tout d'abord à Casalmaggiore dans un camp de soldats autrichiens faits prisonniers, puis comme dactylographe dans un bureau militaire et, finalement, en 1917, au camp d'aviation de Taliedo. Il fait à cette époque la lecture de Nietzsche. Une fois la guerre terminée et de retour à Trieste, il commence la rédaction du Canzoniere qui voit le jour en 1922. Dans sa production poétique, ce recueil offre une rédaction légèrement modifiée par rapport au brouillon de 1919. Il commence à se lier d'amitié avec Giacomo Debenedetti et à collaborer à la revue Primo Tempo. Il participe au milieu littéraire en gravitant autour de la revue Solaria qui lui consacre un numéro en 1928. Entre 1929 et 1931, en raison d'une crise nerveuse plus intense que les autres, il commence une analyse avec Edoardo Weiss, qui introduisit la psychanalyse en Italie en 1932. Parallèlement, la critique découvre Saba, ainsi que de nouveaux jeunes auteurs (Comisso, Penna...) qui commencent à le considérer comme un maître.

### La Seconde Guerre mondiale
En 1938, en raison des « lois raciales» mises en place par Mussolini, il est obligé de céder la librairie qu'il possède. Il émigre en France, à Paris. Il retourne en Italie fin 1939, d'abord à Rome, où Ungaretti essaie en vain de l'aider, puis à Trieste, où il décide d'affronter avec d'autres Italiens dans la même situation la Tragédie nationale. Le 8 septembre 1943, il est obligé de fuir avec Lina et sa fille. Il se cache à Florence en changeant de très nombreuses fois d'appartement. Le poète Eugenio Montale risque sa vie et vient le voir chaque jour dans ses logements provisoires pour lui apporter son aide, tout comme Carlo Levi. En même temps, le recueil Parole. Ultime cose 1933-1943 est publié à Lugano, préfacé par Gianfranco Contini. Ce recueil sera ajouté par la suite à l'édition définitive du Canzoniere, par la maison d'édition Einaudi en 1945.

### Les années d'après-guerre
Après la guerre, Saba reste dix ans à Milan, retournant épisodiquement à Trieste. Il collabore au quotidien Corriere della Sera, publie chez Mondadori Scorciatoie, son premier recueil d'aphorismes. En 1946, il gagne ex aequo avec Silvio Micheli le prix Viareggio pour sa poésie d'après-guerre, puis le prix de l'Accademia dei Lincei et le prix Taormina tandis que l'Université de Rome lui donne une licence Honoris Causa. Saba demeure néanmoins isolé des milieux hermétiques et néo-réalistes qui le redécouvrent avec ferveur après la guerre. Son œuvre résolument autobiographique est la preuve d'une séparation culturelle et humaine. Sa poésie peut paraître déroutante par son apparente simplicité, il s'inscrit en faux contre une certaine poésie moderne qui verse dans l'hermétisme.
Il meurt en le 25 août 1957 quelques mois après la mort de sa femme.
En 1975, avec l'aide de sa fille, le roman Ernesto est publié par les éditions Einaudi. D'inspiration autobiographique, le livre a pour protagoniste un jeune homosexuel en 1898.

## Œuvre

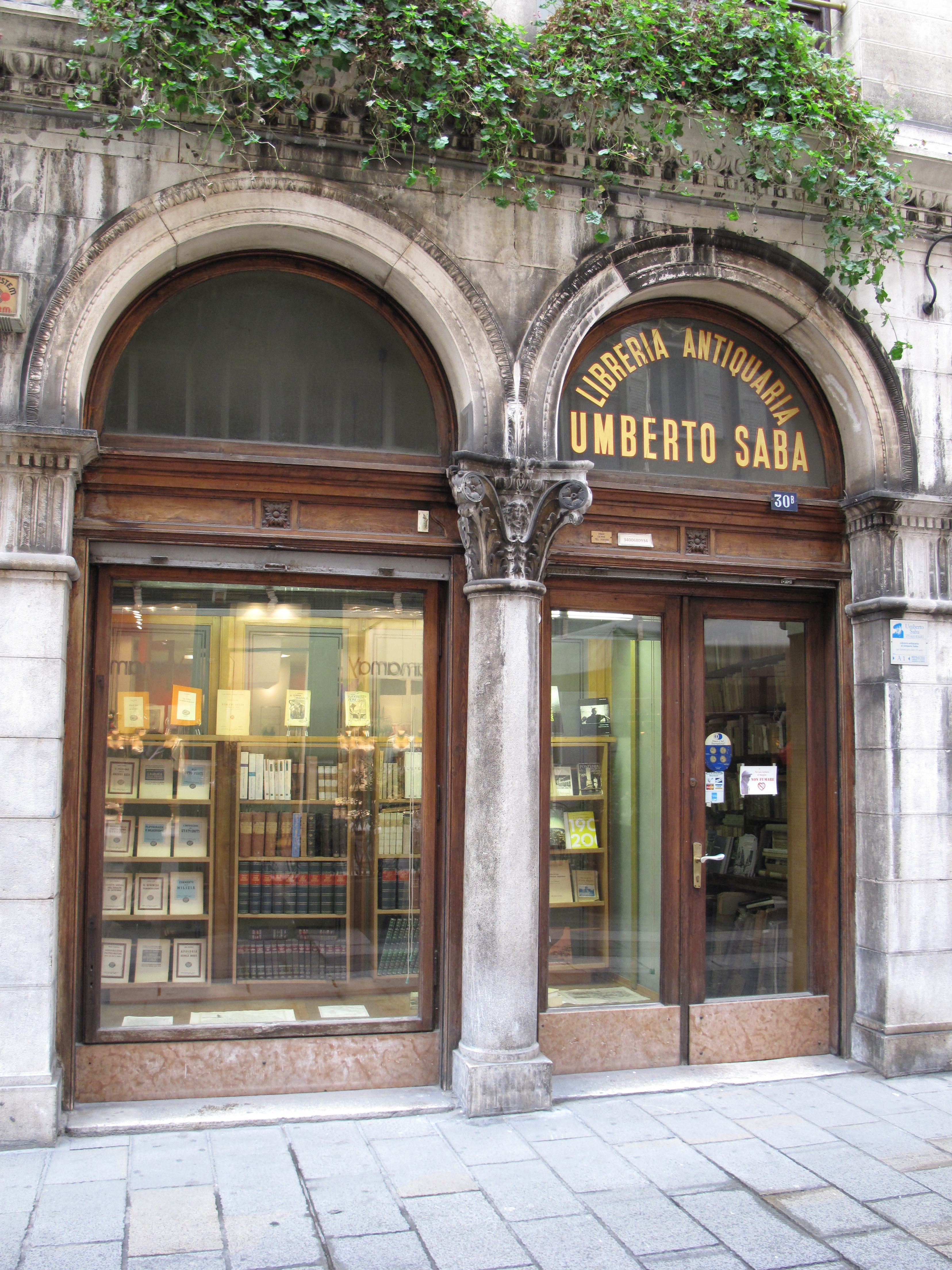
La librairie Umberto Saba, via San Nicolò à Trieste, l'un des lieux littéraires importants d'Italie.

### Poésie
- Poesie (1911)
- Coi miei occhi (il mio secondo libro di versi) (1912)
- La serena disperazione (1920)
- Cose leggere e vaganti - L'amorosa spina (1920)
- Il Canzoniere (1900-1921) (1921)
- Preludio e canzonette, in "Primo Tempo" (1922)
- Autobiografia. I Prigioni (1923)
- Figure e canti (1926)
- L'Uomo (1926)
- Preludio e fughe (1928)
- Tre poesie alla mia balia (1929)
- Quasi una moralità (1931)
- Ammonizione ed altre poesie 1900-1910 (1932)
- Tre composizioni (1933)
- Ultime cose 1900-1945 (1944)
- Il Canzoniere (1900-1945) (1945)
- Mediterranee (1946), recueil qui contient le poème Ulisse
- Il Canzoniere (1900-1947) (1948)
- Poesie dell'adolescenza e giovanili 1900-1910 (1949)
- Trieste e una donna 1910-1912 (1950) Publié en français sous le titre Trieste et un poète : soixante poèmes, traduit par Odette Kaan, Paris, Seghers, 1997 ; réédition dans une autre traduction de Georges Haldas sous le titre Trieste ; et autres poèmes, Lausanne/Paris, L'Âge d'Homme, coll. « Le Bruit du temps », 1982 ; réédition dans une nouvelle traduction de René de Ceccatty, Paris, J. Corti, 1997  (ISBN 2-7143-0602-0)
- Uccelli (1950)
- La serena disperazione 1913-1915 (1951)
- Uccelli e Quasi un racconto 1948-1951 (1951)
- Preludio e canzonette 1922-1923 (1955)
- Il Canzoniere (1900-1954) (1957) Publié en français sous le titre Il Canzoniere, traduit par Odette Kaan, Nathalie Castagné, Laïla et Moënis Taha-Hussein, Lausanne/Paris, L'Âge d'Homme, coll. « Bibliothèque L'Âge d'Homme », 1988 ; autre édition sous le titre Comme on cherche un trésor, Genève/Paris, La Dogana, coll. « Poésie » no 30, 2005  (ISBN 2-940055-48-3)
- Epigrafe. Ultime prose (1959)
- Parole. Ultime cose 1933-1943 (1961)
- Il piccolo Berto 1923-1931 (1961)
- La serena disperazione 1913-1915 (1962)
- La Capra (1995), publication posthume
- Tutte le poesie (1996)

### Proses
- Scorciatoie e raccontini (1946)
- Storia e cronistoria del Canzoniere (1948)
- Ricordi-Racconti 1910-1947 (1956), mémoires
- Quel che resta da fare ai poeti (1961) Publié en français sous le titre Comme un vieillard qui rêve, traduit par Gérard Macé, Paris, L'Alphée, 1983 ; réédition, Paris, Rivages, coll. « Bibliothèque étrangère Rivages » no 17, 1990  (ISBN 2-86930-324-6) ; réédition, Paris, Le bruit du temps, 2019  (ISBN 978-2358731324)
- Ernesto (1975), roman adapté au cinéma par Salvatore Samperi Publié en français sous le titre Ernesto, traduit par Jean-Marie Roche, Paris, Seuil, 1978  (ISBN 2-02-004892-2) ; réédition sous le même titre dans une nouvelle traduction de René de Ceccatty, Paris, Seuil, 2010  (ISBN 978-2-02-099974-8)

### Correspondance
- Il vecchio e il giovane (1965)
- Lettere ad una amica (1966)
- Lettere inedite (1968), avec Svevo et Comisso
- L'adolescenza del Canzoniere e undici lettere (1975), avec Sergio Miniussi et Folco Portinari
- Amicizia. Storia di un vecchio poeta e di un giovane canarino (1976), avec Carlo Levi
- Lettere a un amico vescovo (1980), avec Giovanni Fallani et Rienzo Colla
- La spada d'amore. Lettere scelte 1902-1957 (1983), avec Aldo Marcovecchio
- Atroce paese che amo. Lettere famigliari (1945-1953) (1987), avec Gianfranca Lavezzi et Rossana Saccani
- Lettere sulla psicoanalisi (1991), avec Edoardo Weiss
- Lettere a Sandro Penna 1929-1940 (1997), avec Roberto Deidier
- Quante rose a nascondere un abisso: carteggio con la moglie (1905-1956) (2004)
- Quanto hai lavorato per me, caro Fortuna!: lettere e amicizia fra Umberto Saba e Aldo Fortuna (1912-1944) (2007)
- Il cerchio imperfetto: lettere 1946-1954 (2010)

## Adaptation
- 1979 : Ernesto, film italo-germano-espagnol réalisé par Salvatore Samperi, adapté du roman éponyme, avec Martin Halm,  Virna Lisi, Concha Velasco et Michele Placido